# Herman Møller
Martin Thomas Hermann Møller (født 13. januar 1850 i Hjerpsted, Tønder Amt, død 5. oktober 1923 i København) var en tysk-dansk sprogforsker, og professor i germansk filologi ved Københavns Universitet (1888 - 1921). Han er dels kendt for sin sammenligning mellem semitiske og indoeuropæiske sprog, som han mente var beslægtede, og dels for sit bidrag til laryngal-teorien i indoeuropæisk.
Efter at være blevet student fra Flensborg 1867, studerede han først i Kiel, derefter ved andre tyske universiteter historie, klassisk og germansk filologi. I 1875 tog han doktorgraden i Leipzig ved en afhandling Die Palatalreihe der indogermanischen Grundsprache im Germanischen. Efter fra 1878 at have virket som privatdocent i Kiel i sammenlignende sprogvidenskab og germanske sprog blev han 1883 normeret docent i tysk sprog og litteratur ved Københavns Universitet og var 1888—1921 professor i germansk filologi. Foruden en række tidsskriftartikler kan af hans altid skarpsindige og selvstændige arbejder nævnes Das altenglische Volksepos in der ursprünglichen strophischen Form (1883) og Zur altdeutschen Alliterationspoesie (1888). Særlig har han syslet med frisisk og i de senere år med betydningsfulde 
undersøgelser over slægtskabsforholdet mellem de indoeuropæiske og de semitiske sprog: Semitisch und Indogermanisch (1907), Indoeuropæisk og semitisk sammenlignende Glossarium (1909), Vergleichendes indogerm.-semitisches Wörterbuch (1911).